# Bridget Jones: Mindjárt megőrülök!
A Bridget Jones: Mindjárt megőrülök! (eredeti cím: Bridget Jones: The Edge of Reason) egy 2004-es angol-francia-német-ír-amerikai romantikus vígjáték, amely Helen Fielding azonos című regénye nyomán készült. A Bridget Jones naplója című film folytatása.

## Szereplők
| Szerep                        | Színész           | Magyar hang       |
| ----------------------------- | ----------------- | ----------------- |
| Bridget Jones                 | Renée Zellweger   | Udvaros Dorottya  |
| Mark Darcy                    | Colin Firth       | Kőszegi Ákos      |
| Daniel Cleaver                | Hugh Grant        | Széles László     |
| Colin Jones, Bridget apja     | Jim Broadbent     | Dobránszky Zoltán |
| Bridget anyja                 | Gemma Jones       | Halász Aranka     |
| Jude                          | Shirley Henderson | Balázs Ági        |
| Shazzer                       | Sally Phillips    | Spilák Klára      |
| Tom                           | James Callis      | Csőre Gábor       |
| Rebecca Gillies               | Jacinda Barrett   |                   |
| Richard Finch                 | Neil Pearson      |                   |
| Geoffrey Alconbury, nagybácsi | James Faulkner    | Horányi László    |
| Una Alconbury                 | Celia Imrie       | Pálos Zsuzsa      |
| Mr. Darcy, admirális          | Donald Douglas    | Makay Sándor      |
| Mrs. Darcy                    | Shirley Dixon     |                   |
| Bernard                       | Dominic McHale    |                   |

## Filmzene
1. Perry Como – "Magic Moments"
2. Renée Zellweger – "The Sound of Music"
3. Carly Simon – "Nobody Does It Better"
4. Minnie Riperton – "Lovin' You"
5. Average White Band – "Pick Up the Pieces"
6. Jamelia – "Stop"
7. Joss Stone – "Super Duper Love (Are You Diggin' on Me?) Part 1"
8. Kylie Minogue – "Can't Get You Out of My Head"
9. Burt Bacharach & Staple Singers – "What the World Needs Now is Love"
10. Mary J. Blige – "Sorry Seems to Be the Hardest Word"
11. Leona Naess – "Calling"
12. Rufus Wainwright & Dido – "I Eat Dinner"
13. Amy Winehouse – "Will You Love Me Tomorrow"
14. Alex Chilton "Bangkok"
15. Primal Scream – "Loaded"
16. 10cc – "I'm Not in Love"
17. Aretha Franklin – "Think"
18. Renée Zellweger & Cast – "Like a Virgin"
19. Madonna – "Material Girl"
20. The Darkness – "I Believe in a Thing Called Love"
21. Robbie Williams – "Misunderstood"
22. Love Affair – "Everlasting Love"
23. Barry White – "You're the First, the Last, My Everything"
24. Beyoncé – "Crazy in Love"
25. Marvin Gaye – "Let's Get It On"
26. Will Young – "Your Love is King"
27. Jamie Cullum – "Everlasting Love"
28. Sting & Annie Lennox – "We'll Be Together"
29. Alan Hewitt – "Incidental Music"

## Díjak és jelölések
- Golden Globe díj (2005) – Legjobb film – zenés film és vígjáték kategória jelölés:  Renée Zellweger